# Leslie Brown (cầu thủ bóng đá)
Leslie Brown (sinh ngày 27 tháng 11 năm 1936) là một cựu tiền vệ bóng đá người Anh đại diện cho Vương quốc Anh tại Thế vận hội Mùa hè 1960. Sau đó ông trở thành một doanh nhân.